# Cole Sillinger
Cole Sillinger (né le 16 mai 2003 à Columbus en Ohio) est un joueur canadien de hockey sur glace. Il évolue à la position de centre.

## Biographie

### Jeunesse
Cole Sillinger est le fils de Mike Sillinger, un joueur de hockey sur glace qui a joué avec douze équipes de la LNH, un record de la ligue. Cole nait à l'hôpital Riverside de Columbus alors que son père évolue avec les Blue Jackets. Alors qu'il a cinq ans, son père prend sa retraite professionnelle et il déménage avec sa famille à Regina en Saskatchewan. Il apprend alors le hockey sur glace avec son père et ses deux frères qui le forcent alors à jouer comme gardien de but. Il entretenait déjà l'idée de jouer à cette position à la suite de pressions faites par Rick DiPietro qui lui avait offert un équipement personnalisé. Néanmoins, il décide de faire carrière en tant que joueur de centre.

### En club
Choisi au 11e rang du repêchage de la LHOu par les Tigers de Medicine Hat, il signe son contrat junior avec l'équipe le 3 juin 2018. Après deux saisons avec l'équipe, la pandémie de Covid-19 met un frein à sa carrière junior. Pour cette raison, il décide de faire le saut vers la USHL avec le Stampede de Sioux Falls. En prévision du repêchage de 2021, la centrale de recrutement de la LNH le classe au dixième rang des espoirs nord-américains chez les patineurs. Il déclare avant le repêchage qu'il espère être repêché au 11e rang comme son père. En raison du forfait forcé du 11e choix par les Coyotes de l'Arizona, la 11e sélection revient aux Blackhawks de Chicago. Le choix est cependant échangé aux Blue Jackets de Columbus, équipe de sa ville natale, qui le sélectionne. Il signe son contrat d'entrée d'une durée de trois ans avec l'équipe le 18 août 2021.
Lors du camp d'entrainement de l'équipe, il crée la surprise et est maintenu avec l'équipe pour la saison régulière. il est le sixième joueur des Blue Jackets à faire l'équipe à 18 ans après Rostislav Klesla, Rick Nash, Dan Fritsche, Gilbert Brulé et Nikita Filatov. Le 14 octobre 2021, il participe à sa première rencontre avec l'équipe, il marque alors son premier point dans la ligue avec une aide sur le but de Max Domi.

### En équipe nationale
Sillinger représente le Canada au niveau international.

### Vie privée
De 2021 à 2023, il est en couple avec la chanteuse pop canadienne Tate McRae.

## Statistiques

### En club
| Saison     | Équipe                       | Ligue      |     | Saison régulière | Saison régulière | Saison régulière | Saison régulière | Saison régulière |   | Séries éliminatoires | Séries éliminatoires | Séries éliminatoires | Séries éliminatoires | Séries éliminatoires |
| Saison     | Équipe                       | Ligue      | PJ  | B                | A                | Pts              | Pun              | PJ               | B | A                    | Pts                  | Pun                  |                      |                      |
| 2015-2016  | Regina Pat Blues U15 AAA     | SAAHL U15  | 1   | 0                | 0                | 0                | 0                | -                | - | -                    | -                    | -                    |                      |                      |
| 2016-2017  | Regina Aces U15 AA           | SAAHL U15  | 30  | 43               | 34               | 77               | 34               | 2                | 3 | 2                    | 5                    | 0                    |                      |                      |
| 2016-2017  | Regina Rangers U18 AA        | SSMHL U18  | 4   | 1                | 2                | 3                | 0                | -                | - | -                    | -                    | -                    |                      |                      |
| 2017-2018  | Okanagan HA U15 Prep         | CSSHL U15  | 30  | 46               | 37               | 83               | 36               | 3                | 4 | 3                    | 7                    | 2                    |                      |                      |
| 2017-2018  | Okanagan HA White U18 Prep   | CSSHL U18  | 3   | 1                | 1                | 2                | 0                | -                | - | -                    | -                    | -                    |                      |                      |
| 2018-2019  | Regina Pat Canadians U18 AAA | SMAAAAHL   | 39  | 31               | 45               | 76               | 44               | 8                | 4 | 7                    | 11                   | 24                   |                      |                      |
| 2018-2019  | Tigers de Medicine Hat       | LHOu       | 4   | 0                | 2                | 2                | 0                | 6                | 1 | 0                    | 1                    | 0                    |                      |                      |
| 2019-2020  | Tigers de Medicine Hat       | LHOu       | 48  | 22               | 31               | 53               | 22               | -                | - | -                    | -                    | -                    |                      |                      |
| 2020-2021  | Stampede de Sioux Falls      | USHL       | 31  | 24               | 22               | 46               | 39               | -                | - | -                    | -                    | -                    |                      |                      |
| 2021-2022  | Blue Jackets de Columbus     | LNH        | 79  | 16               | 15               | 31               | 37               | -                | - | -                    | -                    | -                    |                      |                      |
| 2022-2023  | Blue Jackets de Columbus     | LNH        | 64  | 3                | 8                | 11               | 22               | -                | - | -                    | -                    | -                    |                      |                      |
| 2022-2023  | Monsters de Cleveland        | LAH        | 11  | 2                | 4                | 6                | 12               | -                | - | -                    | -                    | -                    |                      |                      |
| 2023-2024  | Blue Jackets de Columbus     | LNH        | 77  | 13               | 19               | 32               | 46               | -                | - | -                    | -                    | -                    |                      |                      |
| Totaux LNH | Totaux LNH                   | Totaux LNH | 220 | 32               | 42               | 74               | 105              | -                | - | -                    | -                    | -                    |                      |                      |

### En équipe nationale
| Année | Équipe           | Compétition          |    | PJ | B | A | Pts | Pun               |  | Résultat |
| 2020  | Canada White U17 | Défi mondial U17     | 6  | 5  | 0 | 5 | 2   | 5e place          |  |          |
| 2022  | Canada           | Championnat du monde | 10 | 3  | 0 | 3 | 8   | Médaille d'argent |  |          |